# Porta Ratumena

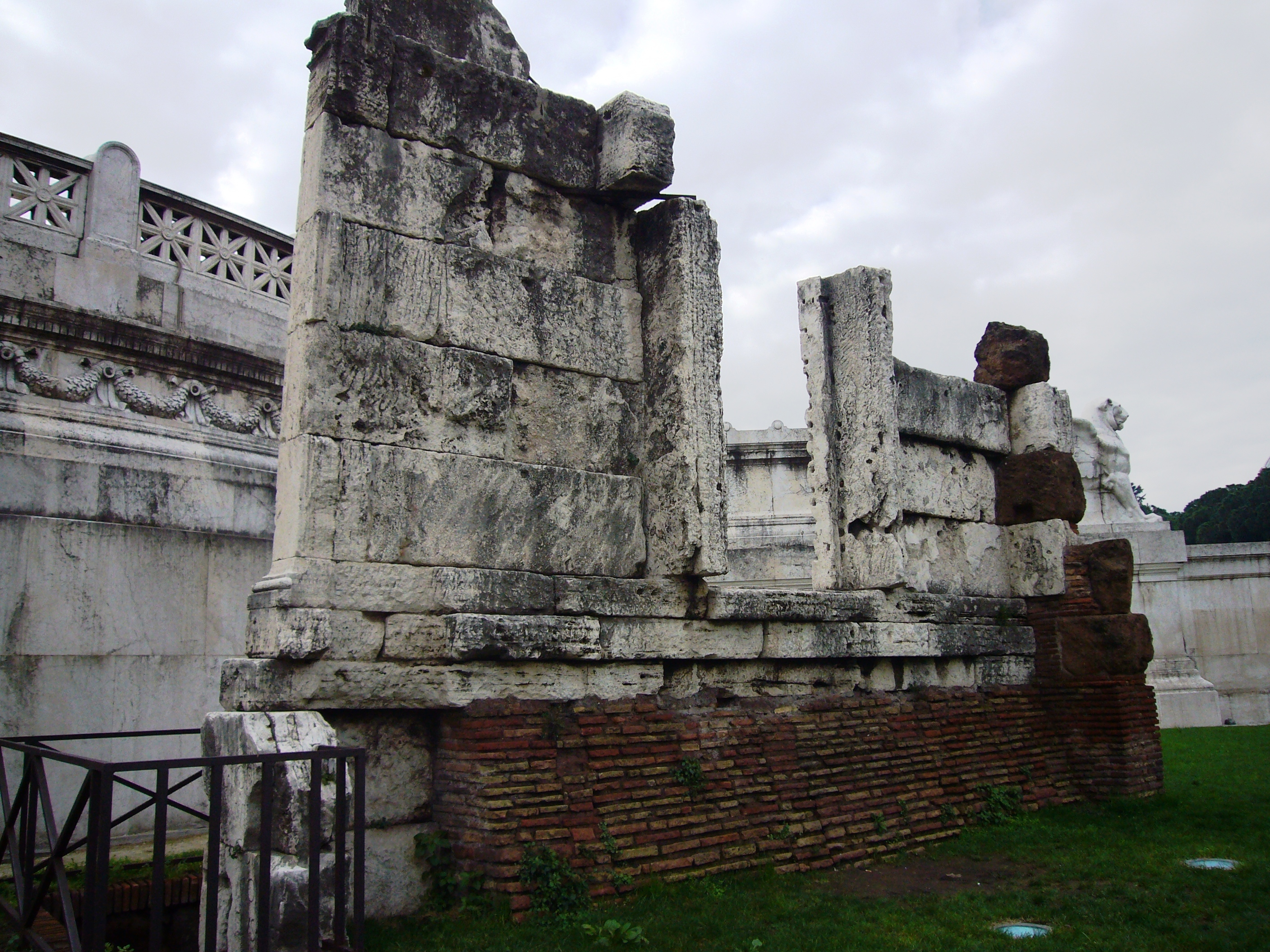
Resti della tomba di Publicio Bibulo rimontati sotto il Vittoriano

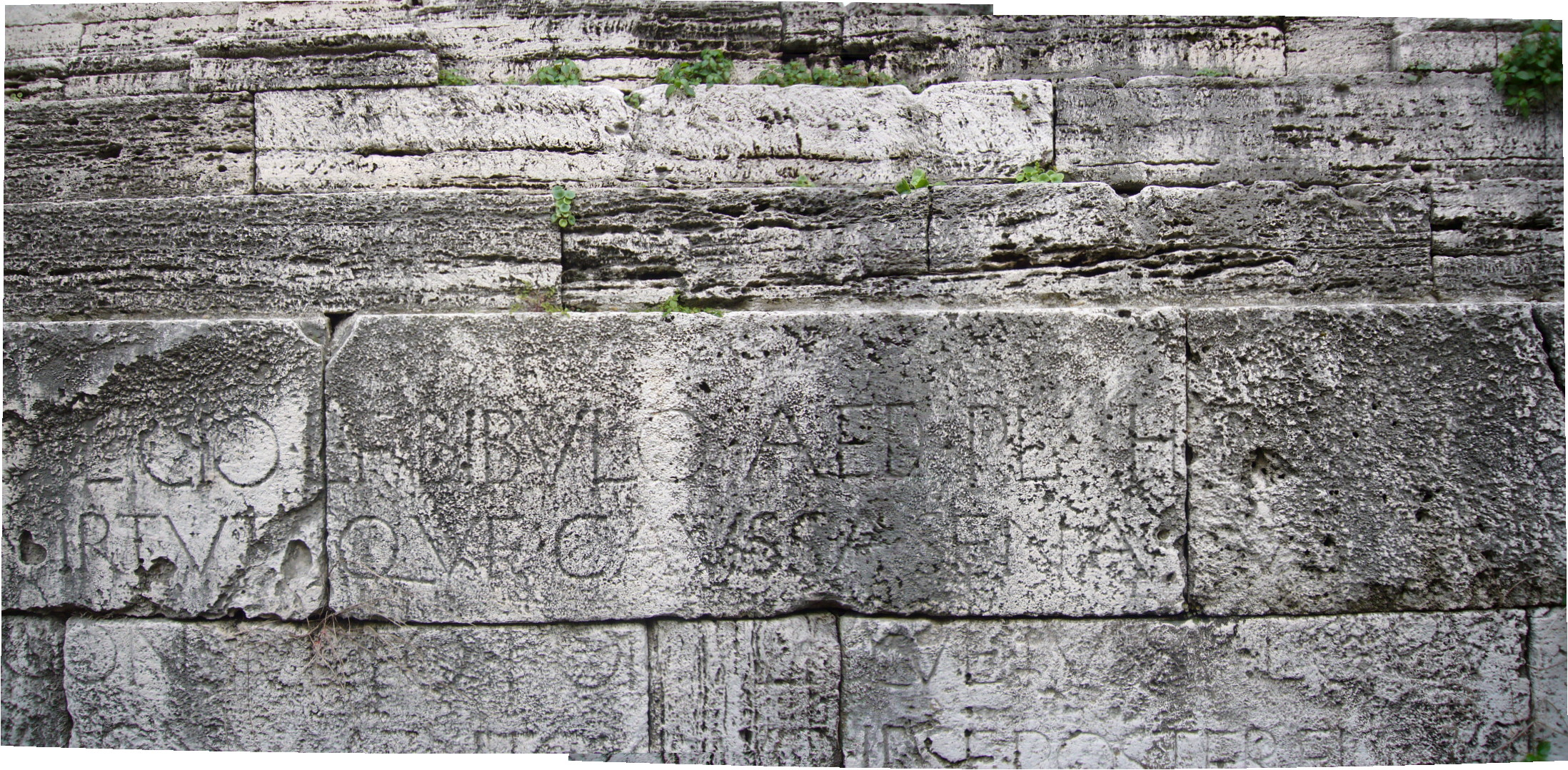
Tomba di Publicio Bibulo - iscrizione

Sulla Porta Ratumena non si ha alcuna notizia certa. Si apriva probabilmente sulla cinta muraria costruita intorno all'arx capitolina, forse su quella che era un tempo la Salita di Marforio, distrutta per far posto alla costruzione dell'Altare della Patria e di Via dei Fori Imperiali. L'ipotesi più accreditata sulla possibile dislocazione la pone nei pressi della tomba di Gaio Publicio Bibulo, tuttora visibile vicino alla fontana sulla sinistra di chi guarda l'Altare della Patria, all'inizio di Via dei Fori Imperiali. La lapide funeraria è posizionata in modo tale da far pensare all'esistenza, in quella direzione, di una strada su cui appunto potrebbe essersi aperta la Porta. Uno tra i maggiori studiosi delle mura di Roma, G. Säflund, ipotizza che possa trattarsi della stessa porta successivamente chiamata Fontinalis. Si tratta comunque di un accesso a fortificazioni precedenti all'invasione dei Galli del 390 a.C. e quindi preesistente alle mura serviane.
Alcuni autori antichi, tra cui Plinio e Plutarco, riferiscono una leggenda in base alla quale il nome Ratumena deriverebbe da quello di un auriga di Veio che sarebbe stato trascinato in una folle corsa dai cavalli imbizzarriti fino alla porta sulla quale, sbalzato dal carro su cui si trovava, si sarebbe sfracellato.